# مقاطعة غوجيبيك (ميشيغان)
مقاطعة غوجيبيك هي مقاطعة تقع في شبه الجزيرة العليا بولاية ميشيغان الأمريكية، بلغ عدد سكانها 16٬427 نسمة،  بحسب تعداد عام 2010، وعاصمتها بسيمر، تبلغ مساحتها 3٬824 كيلومتر مربع.

## الموقع
تشترك مقاطعة غوجيبيك في الحدود مع:
- مقاطعة أونتوناغون - من الشمال وجهة الشمال الشرقي
- مقاطعة آيرون (ميشيغان) - من جهة الشرق
- مقاطعة آشلاند - من جهة الشمال الغربي
- مقاطعة آيرون (ويسكونسن) - من جهة الجنوب الغربي
- مقاطعة فيلاس - من جهة الجنوب

## التقسيمات الإدارية
- بسيمر.

## وصلات خارجية
- موقع حكومة مقاطعة غوجيبيك (بالإنجليزية)
- معلومات عن مقاطعة غوجيبيك - الاقتصاديّ المحلي سام كوهوداس (بالإنجليزية)
- "مصادر حول مقاطعة غوجيبيك". مكتبة كلارك التاريخية، جامعة ميشيغان الوسطى. مؤرشف من الأصل في 2016-03-11. (بالإنجليزية)